# 13-я гвардейская истребительная авиационная дивизия
13-я гвардейская истребительная авиационная Полтавско-Александрийская Краснознамённая ордена Кутузова дивизия (13-я гв. иад) — соединение Военно-Воздушных сил (ВВС) Вооружённых Сил РККА, принимавшее участие в боевых действиях Великой Отечественной войны.

## Наименования дивизии
- 294-я истребительная авиационная дивизия;
- 294-я истребительная авиационная Полтавская дивизия;
- 294-я истребительная авиационная Полтавско-Александрийская дивизия;
- 13-я гвардейская истребительная авиационная Полтавско-Александрийская дивизия;
- 13-я гвардейская истребительная авиационная Полтавско-Александрийская Краснознамённая дивизия;
- 13-я гвардейская истребительная авиационная Полтавско-Александрийская Краснознамённая ордена Кутузова дивизия;
- Войсковая часть (Полевая почта) 55674.

## Создание дивизии
Приказом НКО СССР 2 июля 1944 года за образцовое выполнение заданий командования и проявленные при этом мужество и героизм 294-я истребительная авиационная Полтавская дивизия переименована в 13-ю гвардейскую истребительную авиационную Полтавскую дивизию.

## Расформирование дивизии
13-я гвардейская истребительная авиационная Полтавско-Александрийская Краснознамённая ордена Кутузова дивизия 2 апреля 1960 года была расформирована в Туркестанском военном округе.

## В действующей армии
В составе действующей армии:
- с 13 марта 1943 года по 01 июля 1944 года (как 294-я иад), всего 476 дней
- с 01 июля 1944 года по 11 мая 1945 года, всего 314 дней,

всего — 790 дней

## Командир дивизии
- Герой Советского Союза полковник Тараненко Иван Андреевич[3]. Период нахождения в должности: с 27 июля 1943 года по октябрь 1945 года
- Герой Советского Союза полковник Крюков Павел Павлович[4] — с февраля 1947 года по август 1948 года.
- Герой Советского Союза генерал-майор авиации Лакеев Иван Алексеевич[5]. Период нахождения в должности: с августа 1948 года по декабрь 1952 года

## В составе объединений
| Дата            | Фронт (округ)               | Армия                | Корпус                                            | Примечания |
| --------------- | --------------------------- | -------------------- | ------------------------------------------------- | ---------- |
| 02.07.1944 года | 2-й Украинский фронт        | 5-я воздушная армия  | 3-й гвардейский истребительный авиационный корпус | -          |
| 01.08.1945 года | Южная группа войск          | 17-я воздушная армия | 3-й гвардейский истребительный авиационный корпус | -          |
| 01.10.1947 года | Закавказский военный округ  | 7-я воздушная армия  | 3-й гвардейский истребительный авиационный корпус | -          |
| 20.02.1949 года | Туркестанский военный округ | 73-я воздушная армия |                                                   | -          |
| 06.1960 года    | Туркестанский военный округ | 73-я воздушная армия |                                                   | -          |

## Части и отдельные подразделения дивизии
За весь период своего существования боевой состав дивизии претерпевал изменения, в различное время в её состав входили полки:
| Период                  | Наименование                                      |
| ----------------------- | ------------------------------------------------- |
| 02.07.1944 — 20.10.1954 | 149-й гвардейский истребительный авиационный полк |
| 02.07.1944 — 02.04.1960 | 150-й гвардейский истребительный авиационный полк |
| 02.07.1944 — 25.03.1947 | 151-й гвардейский истребительный авиационный полк |
| 11.01.1946 — 02.04.1960 | 115-й гвардейский истребительный авиационный полк |

|  | Як-3 | Як-7 | Як-9У |

## Участие в операциях и битвах
- Ясско-Кишинёвская операция — с 20 августа 1944 года по 29 августа 1944 года.
- Белградская операция — с 28 сентября 1944 года по 20 октября 1944 года.
- Дебреценская операция — с 6 октября 1944 года по 28 октября 1944 года.
- Будапештская операция — с 29 октября 1944 года по 13 февраля 1945 года.
- Западно-Карпатская операция — с 12 января 1945 года по 18 февраля 1945 года.
- Балатонская оборонительная операция — с 6 марта 1945 года по 15 марта 1945 года.
- Братиславско-Брновская наступательная операция — с 25 марта 1943 года по 5 мая 1945 года.
- Пражская операция — с 6 мая 1945 года по 11 мая 1945 года

## Почётные наименования
- 150-му гвардейскому истребительному авиационному полку присвоено почётное наименование «Братиславский»[7]
- 151-му гвардейскому истребительному авиационному полку присвоено почётное наименование «Венский»[8]

## Награды
- 13-я гвардейская Полтавско-Александрийская истребительная авиационная дивизия 29 сентября 1944 года Указом Президиума Верховного Совета СССР награждена орденом Кутузова II степени
- 13-я гвардейская Полтавско-Александрийская истребительная авиационная дивизия Указом Президиума Верховного Совета СССР награждена орденом «Боевого Красного Знамени»
- 149-й гвардейский истребительный авиационный полк Указом Президиума Верховного Совета СССР от 5 апреля 1945 года награждён орденом «Красного Знамени»
- 150-й гвардейский истребительный авиационный полк Указом Президиума Верховного Совета СССР от 6 января 1945 года награждён орденом «Красного Знамени»
- 151-й гвардейский Львовский истребительный авиационный полк Указом Президиума Верховного Совета СССР от 4 июня 1945 года награждён орденом «Богдана Хмельницкого II степени»

## Благодарности Верховного Главнокомандующего
Верховным Главнокомандующим дивизии объявлены благодарности:
- За овладение городами Яссы, Тыргу-Фрумос и Унгены[9]
- За овладение городам Дебрецен[10]
- За овладение городом Будапешт[11]
- За овладение Естергом, Несмей, Фельше-Галла, Тата, а также заняли более 200 других населённых пунктов[12]
- За овладение городами Комарно, Нове-Замки, Шураны, Комьятице, Врабле — сильными опорными пунктами обороны немцев на братиславском направлении[13]
- За овладение городами Трнава, Глоговец, Сенец — важными узлами дорог и опорными пунктами обороны немцев, прикрывающими подступы к Братиславе[14]
- За овладение важным промышленным центром и главным городом Словакии Братислава — крупным узлом путей сообщения и мощным опорным пунктом обороны немцев на Дунае[15]
- За овладение городами Малацки, Брук, Превидза, Бановце[16]
- За овладение городом Брно[17]
- За овладение городами Яромержице и Зноймо и на территории Австрии городами Голлабрунн и Штоккерау — важными узлами коммуникаций и сильными опорными пунктами обороны немцев[18]

## Герои Советского Союза
- Василевский Егор Васильевич, гвардии капитан, командир эскадрильи 151-го гвардейского истребительного авиационного полка 13-й гвардейской истребительной авиационной дивизии 3-го гвардейского истребительного авиационного корпуса 5-й воздушной армии 15 мая 1946 года удостоен звания Герой Советского Союза. Золотая Звезда № 5457
- Егоров Николай Сергеевич, гвардии старший лейтенант, командир эскадрильи 150-го гвардейского истребительного авиационного полка 13-й гвардейской истребительной авиационной дивизии 3-го гвардейского истребительного авиационного корпуса 5-й воздушной армии 15 мая 1946 года удостоен звания Герой Советского Союза. Золотая Звезда № 7518
- Коновалов Сергей Иванович, гвардии старший лейтенант, заместитель командира эскадрильи 150-го гвардейского истребительного авиационного полка 13-й гвардейской истребительной авиационной дивизии 3-го гвардейского истребительного авиационного корпуса 5-й воздушной армии 15 мая 1946 года удостоен звания Герой Советского Союза. Золотая Звезда № 6908
- Красавин Константин Алексеевич, гвардии майор, заместитель командира 150-го гвардейского истребительного авиационного полка 13-й гвардейской истребительной авиационной дивизии 3-го гвардейского истребительного авиационного корпуса 5-й воздушной армии 15 мая 1946 года удостоен звания Герой Советского Союза. Золотая Звезда № 5444
- Носов Савелий Васильевич, гвардии лейтенант, командир звена 150-го гвардейского истребительного авиационного полка 13-й гвардейской истребительной авиационной дивизии 3-го гвардейского истребительного авиационного корпуса 5-й воздушной армии 15 мая 1946 года удостоен звания Герой Советского Союза. Золотая Звезда № 7524
- Шаменков Иван Фролович, гвардии старший лейтенант, командир звена 150-го гвардейского истребительного авиационного полка 13-й гвардейской истребительной авиационной дивизии 3-го гвардейского истребительного авиационного корпуса 5-й воздушной армии 15 мая 1946 года удостоен звания Герой Советского Союза. Золотая Звезда № 6905

## Базирование
| Период               | Место базирования     |
| -------------------- | --------------------- |
| 05.1945 — 09.07.1945 | Райнталь, Австрия     |
| 09.07.1945 — 10.1947 | Ямбол, Болгария       |
| 10.1946 — 04.1960    | Чирчик, Узбекская ССР |